# Fritz Levy
Fritz Martin Levy, född den 2 februari 1847, död den 23 november 1921, var en dansk läkare. Han var son till Carl Edvard Marius Levy.

## Biografi
Levy blev student vid Roskilde skole 1866,  tog läkarexamen 1873 och var de följande åren kandidat och förste underläkare vid Frederiks Hospital i Köpenhamn. År 1878 tilldelades han universitetets guldmedalj och blev året därpå medicine doktor. Därefter företog han en längre studieresa, varunder han inriktade sig på sin fars specialiteter, obstetrik och gynekologi. 
Levy blev efter sin hemkomst, samtidigt med att starta en gynekologisk specialpraktik, klinisk assistent och därefter förste förlossningsunderläkare på Fødselsstiftelsen vid Frederiks Hospital samt läkare vid den gynekologiska avdelningen vid polikliniken för obemedlade. Från 1883 var han privatdocent och offentliggjorde en rad avhandlingar i sina ämnen, och verkade från 1887 även som medredaktör för Medicinsk Aarsskrift . År 1893 tilldelades han professors namn.